# Na Dziko
Na Dziko – założona w 1994 roku polska grupa poetycka, skupiająca poetów głównie z Górnego Śląska
Jej członkami byli Wojciech Kuczok, Bartłomiej Majzel, Maciej Melecki, Krzysztof Siwczyk, Krzysztof Śliwka, Grzegorz Olszański, Radosław Kobierski.
Krytycy zaliczają do głównych cechy tej poezji: strukturyzację narracyjną, korzystanie z języka potocznego, konkretność obrazowania oraz postawę egocentryczną. Wiersz rozwija się w stylistyce mówionej, która bardzo często biegnie w kierunku publicystyki, widać dominację języka mówionego, często przetykanego wulgaryzmami i regionalizmami, pojawia się metaforyka na bazie gry frazeologicznej – opanowany za pomocą wersyfikacyjnej segmentacji tekstu. Widać przy tym dużą dbałość o przenośnię, podkreślaną często przerzutnią.
Wpływ na twórczość poetów należących do grupy mieli Andrzej Bursa, Miron Białoszewski, Stanisław Grochowiak czy Rafał Wojaczek, można zauważyć również pierwiastki nowofalowego egzystencjalizmu i odniesienia do poezji angloamerykańskiej (Allen Ginsberg, Jack Kerouac, Lawrence Ferlinghetti, Frank O’Hara).